# Thorkil Dahl
Hakon Thorkil Christian Carl Frederik Dahl (20. december 1887 på Buderupholm – 26. august 1964 på Østergård) var en dansk godsejer.
Han var søn af godsejer Frederik Dahl (1852-1928) og hustru Bothilde født Dahl (1861-1952), blev student fra Aalborg Katedralskole 1906, landbrugskandidat 1911, sekondløjtnant ved 3. Dragonregiment 1913, assistent ved The Corner Coconut Co. Ltd., Malaya 1914, Manager sammesteds og ved andre plantager under det senere United Plantations, Ltd. 1915-23. Han var ejer af Østergård ved Malling fra 1922 til sin død.
Dahl var medlem af bestyrelsen for United Plantations Ltd. og for Bernam Oil Palms Ltd., medlem af bestyrelsen for Foreningen af jydske Skovejere 1935-53 og formand 1945-53.
Han blev gift 28. december 1920 i Hørsholm med Agnete Lunn (2. januar 1891 på Frederiksberg - 12. november 1956 på Østergård), datter af vekselerer August Lunn og hustru Veronique født Messerschmidt (død 1918).